# Ventsy
Ventsy (del ruso: Венцы) es un posiólok del raión de Gulkévichi del krai de Krasnodar, en el sur de Rusia. Está situado 11 km al este de Gulkévichi y 150 km al este de Krasnodar, la capital del krai. Tenía 3 891 habitantes en 2010
Es cabeza del municipio Ventsy-Zariá, al que pertenecen asimismo Zariá, Krupski, Krásnaya Poliana, Dujovskói, Krávchenko, Lesodacha, Podlesni y Pervomáiskogo Lesnichestva.

## Historia
Desde finales del siglo XIX vive en la localidad una comunidad de baptistas.

## Composición étnica
De los 4 139 habitantes que tenía en 2002, el 95.2 % era de etnia rusa, el 2.5 % era de etnia ucraniana, el 0.5 % era de etnia bielorrusa, el 0.5 % era de etnia alemana, el 0.3 % era de etnia griega, el 0.2 % era de etnia armenia, el 0.2 % era de etnia tártara, el 0.1 % era de etnia georgiana y el 0.1 % era de etnia azerí

## Personalidades
- Víktor Gorbatko (1934-2017), cosmonauta.
- Igor Tkachenko (1964-2009), piloto.